# Xestospongia testudinaria
La esponja barril (Xestospongia testudinaria) es una especie de demosponja  de la familia Petrosiidae con forma de barril.

## Distribución
Esta especie se encuentra en Filipinas, Australia, el oeste y centro del océano Índico, Indonesia, Malasia y Nueva Caledonia.

## Descripción

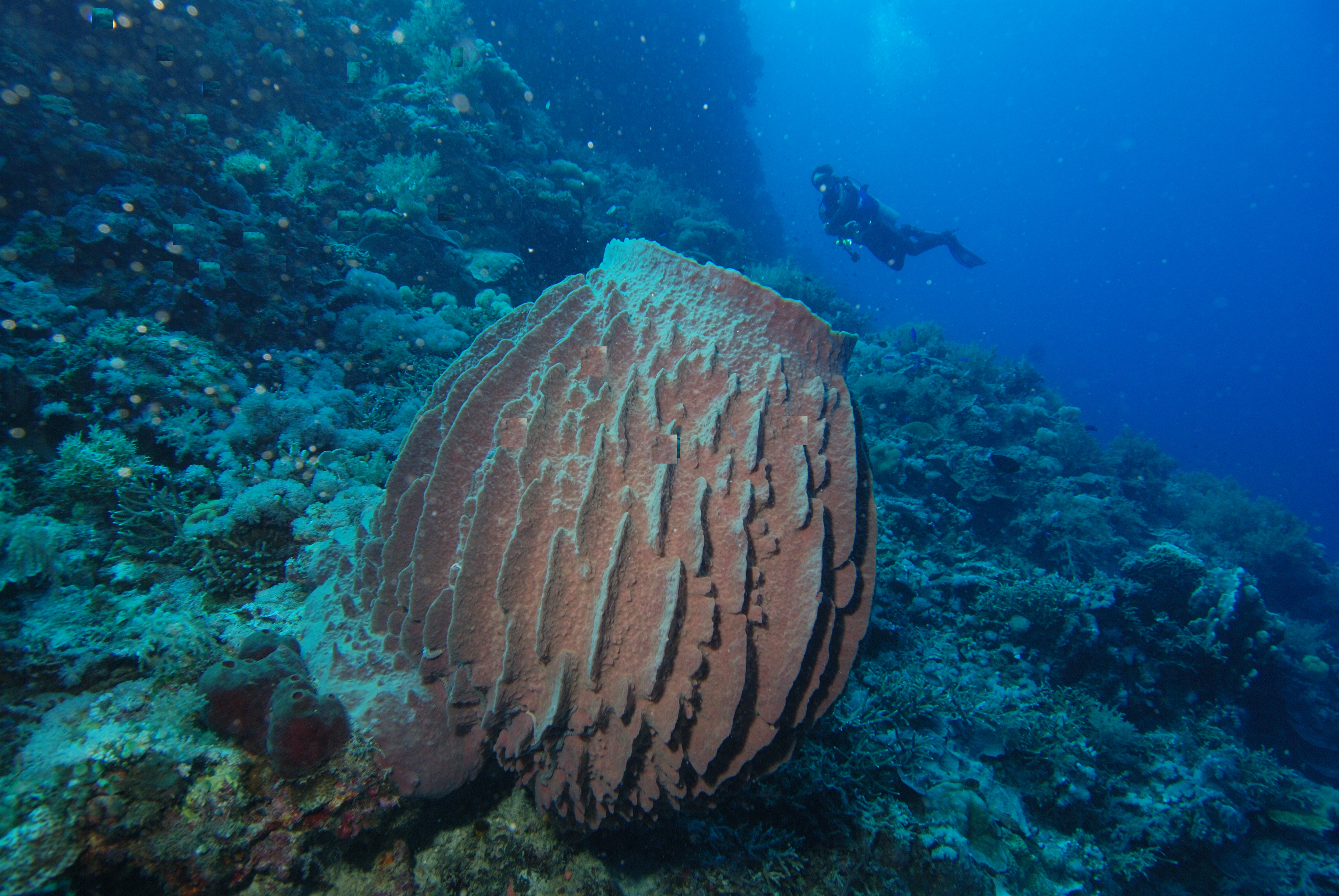
Esponja barril en un arrecife.

Esta especie tiene diferentes colores que van desde marrón a rosa, con la apertura pálida. En las zonas intermareales, esta especie varía entre 10 y 20 cm de diámetro, y mide alrededor de 10 a 20 cm de altura.

## Taxonomía
Xestospongia testudinaria var. fistulophora Wilson, 1925